# Cryptops dilagus
Cryptops dilagus är en mångfotingart som beskrevs av Gilbert Edward Archey 1921. Cryptops dilagus ingår i släktet Cryptops och familjen Cryptopidae. Inga underarter finns listade i Catalogue of Life.